# Yamazaki
Yamazaki ist ein japanischer Familienname.

## Namensträger
- Yamazaki Ansai (1619–1682), japanischer Konfuzius-Gelehrter, Shintoist und Denker
- Yamazaki Chōun (1867–1954), japanischer Bildhauer
- Ema Ryan Yamazaki (* 1989),  japanische Dokumentarfilmerin
- Hiroshi Yamazaki (Gewichtheber) (* 1937), japanischer Gewichtheber
- Hiroshi Yamazaki (Schlagzeuger) (* um 1940), japanischer Schlagzeuger
- Hiroshi Yamazaki (Fotograf) (1946–2017), japanischer Fotograf
- Hiroshi Yamazaki (Pianist) (* 1970), japanischer Pianist
- Yamazaki Hōdai (1914–1985), japanischer Schriftsteller
- Ikumi Yamazaki (* 2001), japanische Tennisspielerin
- Kaishū Yamazaki (* 1997), japanischer Fußballspieler
- Kenta Yamazaki (* 1987), japanischer Fußballspieler
- Kento Yamazaki (* 1994), japanischer Schauspieler und Model
- Kiichi Yamazaki (* 2001), japanischer Fußballspieler
- Kōichi Yamazaki (* um 1950), japanischer Jazzmusiker
- Kore Yamazaki (* 1990), japanische Mangaka
- Kōsuke Yamazaki (* 1995), japanischer Fußballspieler
- Kōtarō Yamazaki (* 1978), japanischer Fußballspieler
- Makoto Yamazaki (* 1970), japanischer Fußballspieler
- Marumi Yamazaki (* 1990), japanische Fußballspielerin
- Masaaki Yamazaki (* 1942), japanischer Politiker
- Masaharu Yamazaki (* 1968), japanischer Skilangläufer
- Masakazu Yamazaki (1934–2020), japanischer Dramatiker, Literaturkritiker und Philosoph
- Masami Yamazaki (* um 1980), japanische Badmintonspielerin
- Masato Yamazaki (Fußballspieler, 1981) (* 1981), japanischer Fußballspieler
- Masato Yamazaki (Fußballspieler, 1990) (* 1990), japanischer Fußballspieler
- Mitsue Yamazaki, japanische Anime-Regisseurin und Drehbuchautorin
- Nao-Cōra Yamazaki (* 1978), japanische Schriftstellerin und Essayistin
- Naoko Yamazaki (* 1970), japanische Astronautin
- Naoko Yamazaki (Schauspielerin) (* 1972), japanische Schauspielerin
- Rin Yamazaki (* 2003), japanischer Fußballspieler
- Ryō Yamazaki (* 1972), japanischer Synthesizer-Programmierer und Komponist
- Ryōhei Yamazaki (* 1989), japanischer Fußballspieler
- Yamazaki Sōkan (um 1465–um 1552), japanischer Dichter
- Yamazaki Susumu (1833–1868), Spion der Shinsengumi
- Yamazaki Taihō (1908–1991), japanischer Maler und Kalligraf
- Takamasa Yamazaki (* 1992), japanischer Fußballspieler
- Takashi Yamazaki (* 1964), japanischer Filmregisseur, Drehbuchautor und Spezialeffektkünstler
- Tatsuo Yamazaki (1922–2009), japanischer Politiker
- Tetsuya Yamazaki (* 1978), japanischer Fußballspieler
- Yamazaki Toyoko (1924–2013), japanische Schriftstellerin
- Tsuruko Yamazaki (1925–2019), japanische Künstlerin
- Tsutomu Yamazaki (* 1936), japanischer Schauspieler
- Vanilla Yamazaki (* 1978), japanische Schauspielerin, Synchronsprecherin und Choreografin
- Wataru Yamazaki (* 1980), japanischer Fußballspieler
- Yuka Yamazaki (* 1980), japanische Fußballspielerin
- Yūki Yamazaki (Leichtathlet) (* 1984), japanischer Geher
- Yūki Yamazaki (Fußballspieler) (* 1990), japanischer Fußballspieler
- Yutaka Yamazaki (* 1940), japanischer Kameramann